# Hans Hofer (Schauspieler)
Hans Hofer, gebürtig Hanuš Schulhof (* 12. April 1907 in Prag, Österreich-Ungarn; † 26. April 1973 in Rostock) war ein tschechisch-österreichischer Kabarettist und Schauspieler.

## Leben
Hanuš Schulhof trat in jungen Jahren an Kleinkunstbühnen in Wien und der Tschechoslowakei unter anderem in Prag und Teplitz-Schönau auf. Nach dem Anschluss Österreichs im März 1938 verließ Hofer seine seit 1924 bestehende Wahlheimat Österreich und ging mit seiner Frau, der Soubrette und Kabarettistin Lisl Steinitz, Anfang Mai 1938 kehrte er nach Prag zurück.
Ende Juli 1942 wurde das Ehepaar Hofer in das Ghetto Theresienstadt deportiert. Dort gründete Hofer eine eigene Lagerbühne, das Hofer-Kabarett. Im Herbst desselben Jahres arbeitete er an Irena Dodalovás Lagerfilm Theresienstadt 1942 mit. Neben Karel Švenk war Hans Hofer einer der führenden Kräfte bei der Entstehung kulturellen Schaffens in diesem Ghetto. Er inszenierte Kabarettaufführungen und Revuen, aber auch klassische Stücke wie Franz Molnars Spiel im Schloß und Arthur Schnitzlers Souper zum Abschied aber auch die Strauß-Operette Die Fledermaus.

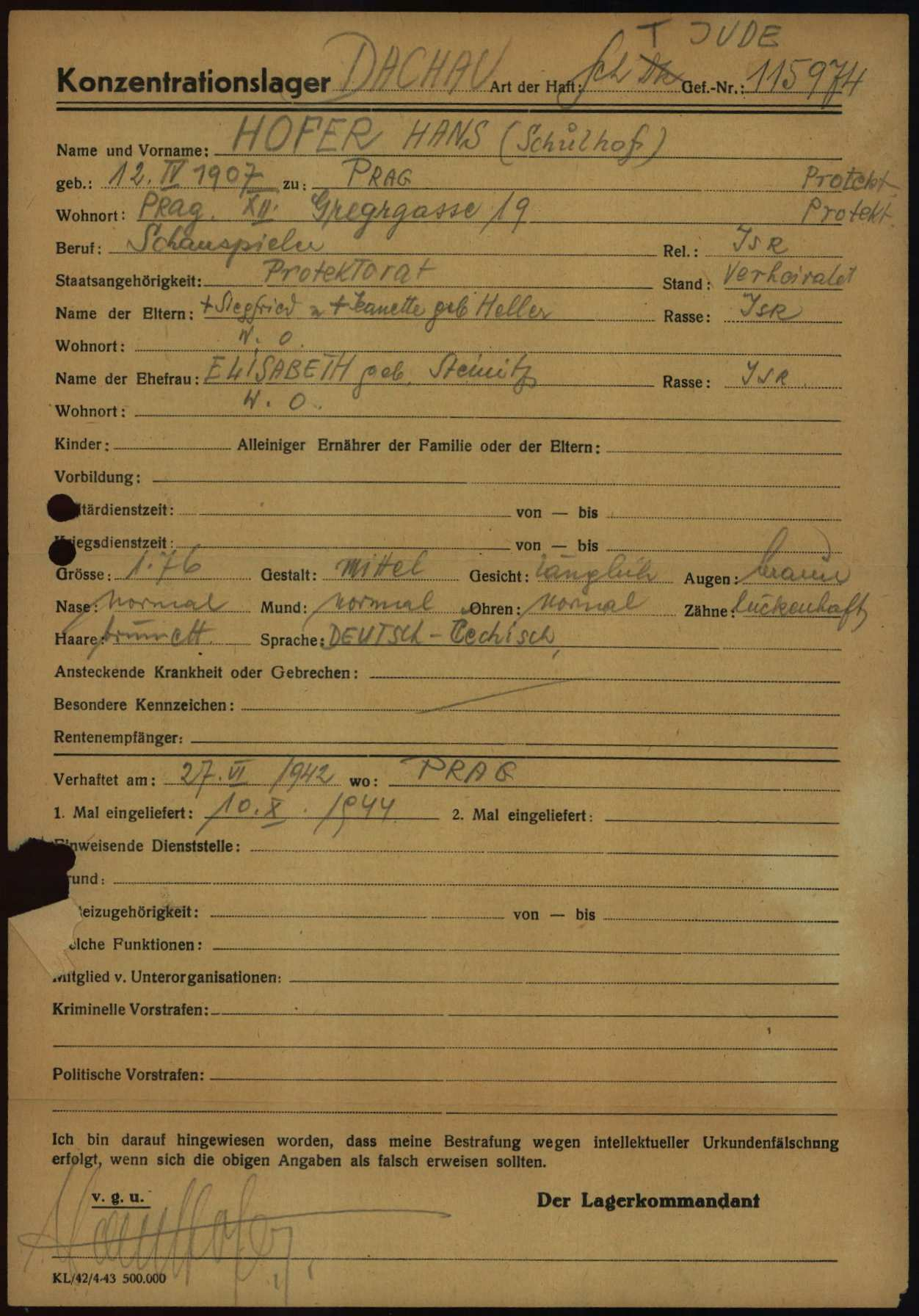
Anmeldeformular von Hans Hofer als Gefangener in nationalsozialistischen Konzentrationslager Dachau

Im Herbst 1944 wurden Hofer und Steinitz getrennt. Lisl Steinitz blieb noch einige Tage in Theresienstadt, während Hans Hofer Ende September 1944 in das KZ Auschwitz deportiert wurde. Zwei Wochen darauf wurde er in das KZ Dachau verlegt. Im KZ-Außenlager Kaufering erlebte Hofer im April 1945 seine Befreiung.
Hofer und seine Frau kehrten zunächst nach Prag zurück. 1960 ließ sich das Ehepaar in Rostock nieder und setzte seine Bühnentätigkeit am Volkstheater fort.